# Fritz Reckmann

Fritz Reckmann

Friedrich Ludwig „Fritz“ Reckmann (* 18. Oktober 1907 in Steele; † wahrscheinlich 26. September 1984 in Bad Homburg vor der Höhe) war ein deutscher Politiker (NSDAP).

## Leben und Wirken
Der Sohn eines Gerichtssekretärs besuchte die Volksschule und das Gymnasium in Steele bei Essen. Nach einer Sparkassenlehre in Köln arbeitete Reckmann für einige Jahre in diesem Beruf in Köln und Sankt Goar.
Zum 27. November 1925 trat Reckmann in die NSDAP (Mitgliedsnummer 22.560) und im selben Jahr in die SA ein. Von November 1930 bis Juni 1931 war er Bezirksgeschäftsführer der NSDAP in Koblenz, wurde anschließend zum Stellvertreter des Gauleiters für Koblenz-Trier, Gustav Simon befördert und übte dieses Amt bis Kriegsende 1945 aus. Zwischen 1931 und 1933 war Reckmann zusätzlich Gaugeschäftsführer, Gauschatzmeister und Gauorganisationsleiter, sowie von 1932 bis 1933 NSDAP-Kreisleiter für Koblenz-Stadt und – in Personalunion – Gauinspekteur für den Gau Koblenz; zugleich war er SA-Sturmführer. Im Nationalsozialistischen Kraftfahrerkorps (NSKK) hatte Reckmann im November 1936 den Rang eines Oberführers inne; im Januar 1944 wurde er zum NSKK-Gruppenführer befördert. Zudem war Beckmann Träger des Goldenen Ehrenzeichens der NSDAP.
Im November 1933 wurde Reckmann Mitglied des nationalsozialistischen Reichstags, dem er in der Folge elfeinhalb Jahre lang, bis zum Ende der NS-Herrschaft im Mai 1945, als Vertreter des Wahlkreises 21 (Koblenz-Trier) angehörte. Während des Zweiten Weltkrieges war er im Sommer 1940 einen Monat lang im Militärdienst. Nach der deutschen Besetzung Luxemburgs baute Reckmann dort 1940 und 1941 im Auftrag seines Gauleiters Gustav Simon die Volksdeutsche Bewegung auf, eine Vereinigung, die einen Anschluss Luxemburgs an das nationalsozialistische Deutsche Reich anstrebte. 
Anfang Februar 1943 wurde Reckmann als ständiger Vertreter des Leiters des Obersten Parteigerichts der NSDAP, Walter Buch, nach München versetzt. Parteiinterne Personalbeurteilungen bezeichneten Reckmann als qualifiziert für „höchste Stellen in Partei und Staat“. Eine Beurteilung vom Juli 1941 sah ihn als möglichen „Gauleiter für einen kleinen Gau“. Martin Bormann verbat sich im Dezember 1943 weitere Vorschläge zu Reckmann, da dieser beim Obersten Parteigericht unentbehrlich sei.
Nach der Befreiung wurde Reckmann 1946 von britischen Truppen verhaftet und an Luxemburg ausgeliefert. Am 23. Dezember 1949 wurde er vom Gerichtshof für Kriegsverbrechen in Luxemburg zu vier Jahren Gefängnis verurteilt. 1950 lebte Reckmann in Krefeld-Verberg. Die Angaben zu Reckmanns Tod gelten als ungesichert, da sein Tod nicht im Geburtseintrag im Standesamt Essen verzeichnet ist. Nach unsicherer Quelle könnte er auch im November 1984 in Meran gestorben sein.